# Бодгая (острів)
Острів Бодгая (малай. Pulau Bodgaya ) розташований біля східного узбережжя провінції Сабах, Малайзія. Це найбільший острів і є частиною морського парку Тун-Сакаран неподалік від міста Семпорна.  Площа острова 7,96 км2 . Бодгая разом з островом Бохейдуланг і навколишніми рифами є залишками згаслого вулкана. 

## Дивіться також
- Список вулканів Малайзії